# Лумер, Лейб Янкелевич
Лейб Янкелевич (Лев Яковлевич) Лумер (5 мая 1908, Валегоцулово Херсонской губернии — 1979) — советский инженер-конструктор, лауреат Государственной премии СССР (1967).

## Биография
В 1922 году с родителями переехал в Одессу, работал на мельнице смазчиком и машинистом, токарем. Без отрыва от производства окончил школу и Одесский машиностроительный техникум (1929).
С 1933 года на руководящих инженерных должностях на заводах в Коломне и Москве.
 В 1940 году заочно окончил Одесский индустриальный институт по специальности «Холодная обработка металла».
С конца 1940-х годов работал в Челябинске-40: старший инженер участка «Спецмонтаж», в 1951—1955 главный технолог спецмонтажа на участке № 6 треста «Спецхиммонтаж».
С 1955 по 1961 год главный инженер и заместитель начальника производственного отдела треста «Спецхиммонтаж» в Москве. Принимал участие в создании первых промышленных ядерных реакторов. В 1958 году руководил монтажным районом МУ № 3 в Челябинске-40 при ликвидации последствий аварии на ПО «Маяк», выполняя проектно-изыскательские работы на заводе № 35.
В 1961—1975 годах главный технолог НИКИМТ. В состав его службы входили конструкторско-технологические отделы в Москве и специализированные отделы в городах Челябинск-40, Томск-7, Красноярск-26, а также в Обнинске, Шевченко, Навои, где располагались предприятия атомной отрасли.
С 1975 г. на пенсии.
Соавтор монографии:
- Монтаж атомных реакторов энергетических и исследовательских [Текст] : монография / Л. Я. Лумер [и др.]. — М. : Атомиздат, 1970. — 192 с. : черт. — Б. ц.

Лауреат Государственной премии СССР (1967). Награждён орденами Трудового Красного Знамени и «Знак Почёта».